# Brent Carver
Brent Carver (Cranbrook, 17 novembre 1951 – Cranbrook, 4 agosto 2020) è stato un attore e cantante canadese.
Ha recitato in diversi musical e opere di prosa a Broadway, tra cui Kiss of the Spider Woman (Londra, 1992; Broadway, 1993; vincitore del Tony Award al miglior attore protagonista in un musical, Theatre World Award e Drama Desk Award), Parade (Broadway, 1998; Londra, 2007), Re Lear (Broadway, 2004) e Romeo e Giulietta (Broadway, 2013).
È morto nella natia Cranbrook all'età di sessantotto anni.

## Filmografia
- Millenium, regia di Michael Anderson (1989)
- Lilies, regia di John Greyson (1996)
- Deeply, regia di Sheri Elwood (2000)
- Ararat - Il monte dell'Arca (Ararat), regia di Atom Egoyan (2002)